# Jack Gregg
Jack Gregg (né 1938 en Virginie-Occidentale, États-Unis) est un contrebassiste américain (et violoncelliste), qui a participé à l’émergence du jazz Modern Creative.

## Vie et œuvre
Jack Gregg a grandi à Memphis (Tennessee) entouré de musique Blues, Gospel et Country, et dès qu'il écoute des enregistrements de Louis Armstrong, il décide de se destiner au Jazz. Il commence à jouer à l'âge de dix ans, avec un Ukulele, à 12 ans, il joue du trombone, et à 15 ans de la Contrebasse, dont il joue dans un orchestre de danse et dans un groupe rhythm and blues. À 17 ans, il s'échappe de Memphis en s'engageant dans l'armée, qui l'envoie servir en Alaska pour deux ans, où il aura l'occasion de jouer avec des musiciens plus expérimentés. Après son service militaire, il vit brièvement en Californie, et suit ensuite des groupes locaux à Memphis et en Nouvelle-Orléans. En 1961, il rejoint l'orchestre de Claude Thornhill, dont il fait la tournée à travers les États-Unis pendant deux ans. Il s'installe en 1964 à New York, pour étudier avec le maitre Frederick Zimmermann (en); et fait partie du groupe de Roy Eldridge. Il s'ouvre ensuite au free jazz et joue avec Marion Brown, Jeanne Lee, Paul Bley, Andrew Cyrille, Chick Corea et d'autres ; il s'intéresse ensuite à l'apparition du jazz fusion et il "jamme" avec Larry Coryell, Gary Burton, Steve Swallow, Eddie Gomez et Jack DeJohnette. Avec DeJohnette, Bob Moses (en), Jumma Santos (en) et Harold Vick (en), il fonde en 1970 un des premiers groupes de jazz-rock Compost. Dans les années suivantes, il joue aussi avec Jaki Byard, Horace Silver et Gil Evans et commence à participe régulièrement aux tournées en Europe de free jazz du groupe Galaxie Dream Band de Gunter Hampel.
En 1976, il quitte les États-Unis pour l'Europe où il s'installe à Paris après avoir passé du temps en Allemagne et Hongrie. À Paris, il travaille avec Frank Wright, Noah Howard (en), Marion Brown, Raymond Boni et Memphis Slim, mais participe aussi à des tournées avec Joe Henderson, Joe Lee Wilson et Steve McCraven. En 1995, il emménage à Beyrouth où il prend le poste de contrebassiste au sein de l'Orchestre Symphonique National. Il travaille avec Ziad Rahbani puis forme le trio Three Wheel Drive avec Arthur Satyan et Steve Phillips. En 2005, il retourne vivre à nouveau à Paris, et enregistre un album en studio avec Steve McCraven, Tom McClung et Barry Wedgle. Il effectue aussi des tournées avec Archie Shepp, Aldridge Hainsberry et Bobby Few.

## Discographie (extrait)
- Gábor Szabó Jazz Raga (Impulse! Records 1966)[1]
- Compost Take Off Your Body (Columbia Records 1970)
- Marion Brown Afternoon of a Georgia Faun (ECM 1970)
- Gunter Hampel Out of New York (MPS 1971)
- Compost Life Is Round (Columbia 1972)
- Bob Moses Bittersweet In The Ozone (Mozown 1975)
- Marion Brown Back to Paris (Marge 1980)
- Abbey Lincoln feat. Archie Shepp Painted Lady (Inner City 1987)
- Larry Browne Leap Year (feat. Yves Brouqui, Jack Gregg, Mourad Benhammou) (Black & Blue 2015)